# Río Mékrou

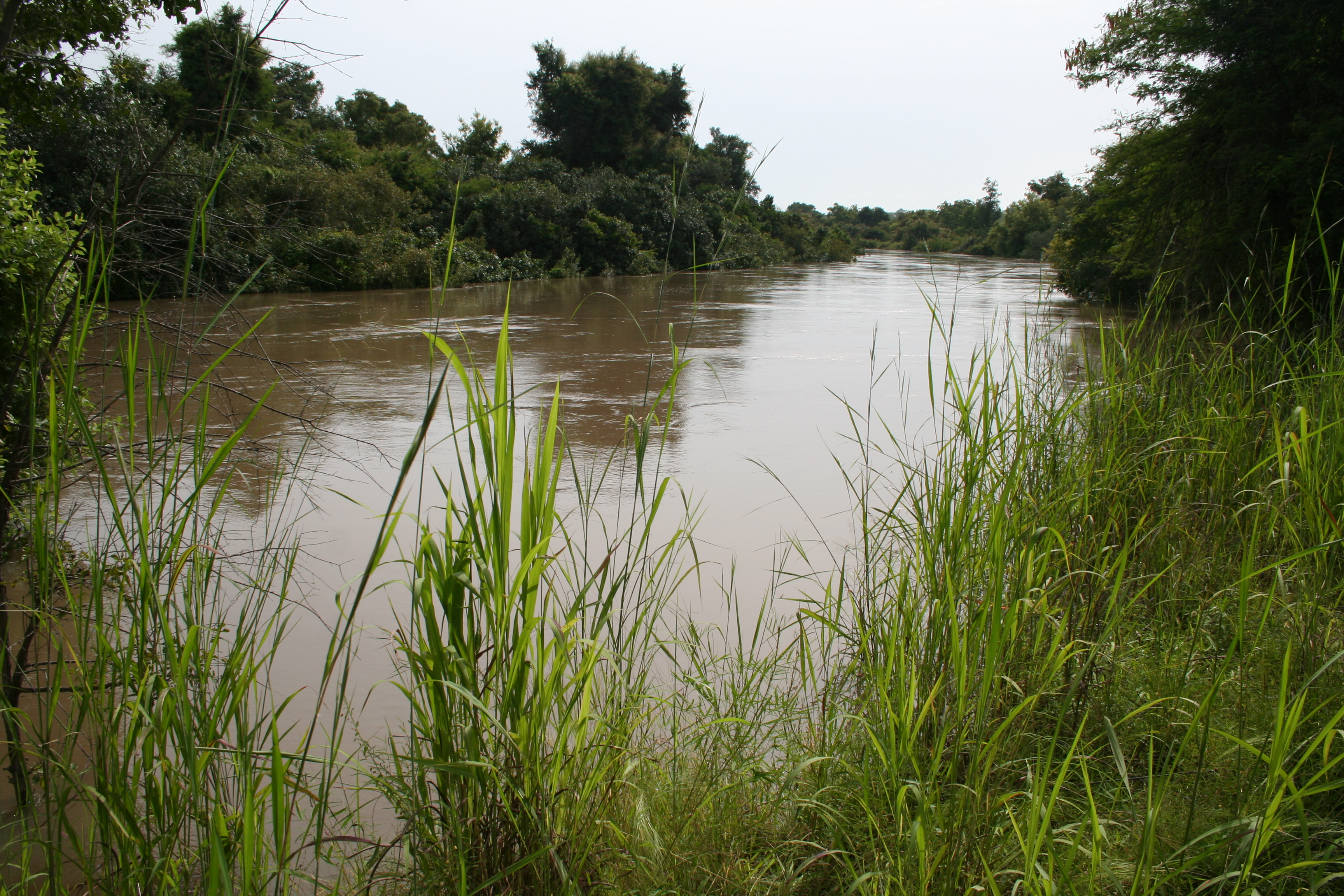
Río Mékrou en el parque nacional W de Níger.

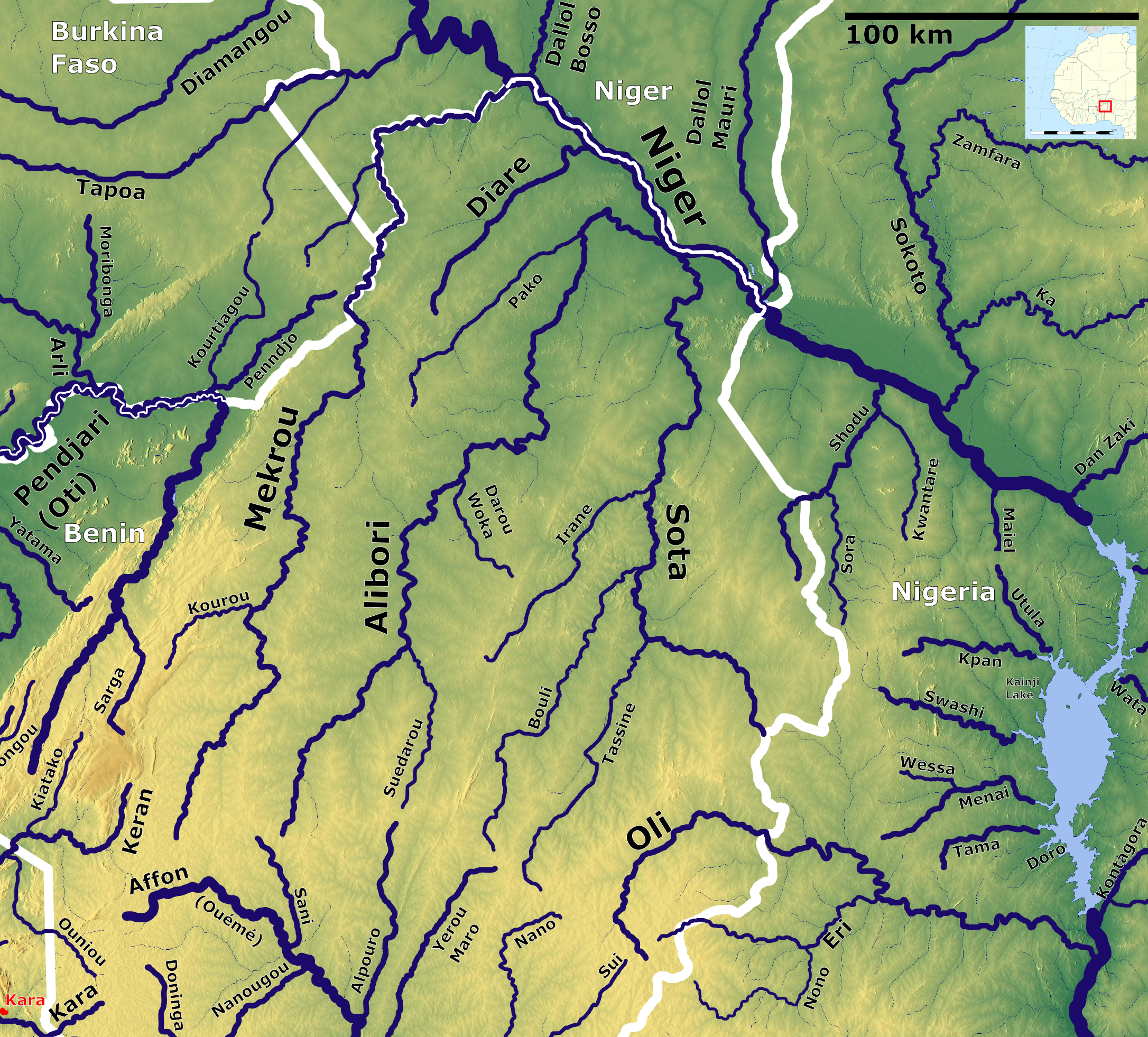
Mapa de Benín con el Mékrou.

El Mékrou es un río de Benín, Burkina Faso, y Níger. Fluye a través del Parque nacional W.
Afluente del río Níger, nace en Benín, al norte de Kouandé, y recorre 250 kilómetros. Forma parte de la frontera entre Benín y Burkina Faso y entre Benín y Níger. La propuesta de construcción de la represa eléctrica de Dyondyonga en el río ha causado preocupación entre los ambientalistas. 